# ホメーロス
ホメーロス（古代ギリシア語: Ὅμηρος、古代ギリシア語ラテン翻字: Hómēros、羅: Homerus、英: Homer）は、紀元前8世紀末のアオイドス（吟遊詩人）であったとされる人物を指す。ホメロス、あるいは現代語式の発音でオミロスとも。西洋文学最初期の2つの作品、『イーリアス』と『オデュッセイア』の作者と考えられている。「ホメーロス」という語は「人質」、もしくは「付き従うことを義務付けられた者」を意味する。現在のギリシアではオミロスと発音されている。古代人はホメーロスを「詩人」（古希: ὁ Ποιητής、翻字: ho Poiêtếs）というシンプルな異名で呼んでいた。
今日でもなお、ホメーロスが実在したのかそれとも作り上げられた人物だったのか、また本当に2つの叙事詩の作者であったのかを断ずるのは難しい。それでも、イオニアの多くの都市（キオス、スミルナ、コロポーンなど）がこのアオイドスの出身地の座を争っており、また伝承ではしばしばホメーロスは盲目であったとされ、人格的な個性が与えられている。しかし、彼が実在の人物であったとしても、生きていた時代はいつ頃なのかも定まっていない。もっとも信じられている伝説では、紀元前8世紀とされている。また、その出生についても、女神カリオペーの子であるという説や私生児であったという説などがありはっきりしない。さらに、彼は、キュクラデス諸島のイオス島で没したと伝承されている。
当時の叙事詩というジャンルを1人で代表するホメーロスが古代ギリシア文学に占める位置は極めて大きい。紀元前6世紀以降、『イーリアス』と『オデュッセイア』はホメーロスの作品と考えられるようになり、また叙事詩のパロディである『蛙鼠合戦』や、ホメーロス讃歌の作者とも見做されるようになった。主にイオニア方言などからなる混成的なホメーロスの言語は紀元前8世紀には既に古風なものであり、テクストが固定された紀元前6世紀にはなおのことそうであった。両叙事詩は長短短六歩格（ダクテュロスのヘクサメトロス）で歌われており、ホメーロス言語はこの韻律と密接に結び付いている。
古代において、ホメーロスの作品に与えられていた史料としての価値は、今日では極めて低いものと見做されている。このことは同時に、西洋において叙事詩というジャンルを確立した文学的創造、詩としての価値をさらに高めた。

## 伝記

### 古代人から見たホメーロス

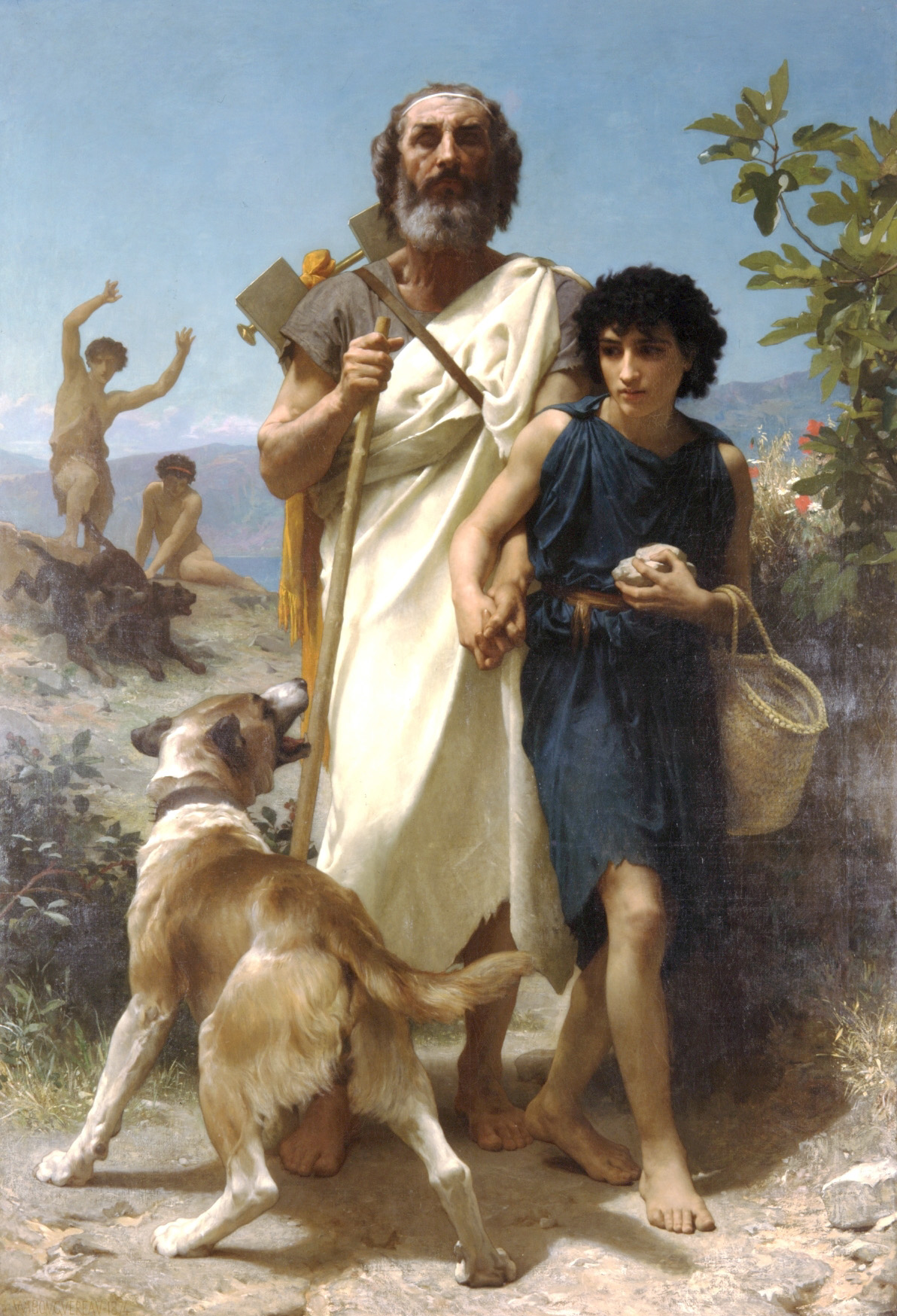
ウィリアム・アドルフ・ブグロー『ホメーロスと案内人』(1874)

伝承では、ホメーロスは、盲目であったとしている。第一に、『オデュッセイア』でトロイア戦争を歌うために登場するアオイドスのデーモドコスが盲目である――ムーサはデーモドコスから「目を取り去ったが、甘美な歌を与えた」。第二に、『ホメーロス讃歌』のデロス島のアポローン讃歌の作者が自分自身について「石ころだらけのキオスに住む盲人」と語っている。この一節はトゥキディデスが、ホメーロスが自分自身について語った部分として引用している。
「盲目の吟遊詩人」というイメージは、ギリシア文学の紋切り型であった。ディオン・クリュソストモスの弁論の登場人物の一人は、「これらの詩人たちは全て盲目であり、彼らは盲目であることなしに詩人となることは不可能だと信じていた」と指摘した。ディオンは、詩人たちがこの特殊性を一種の眼病のようにして伝えていったと答えている。事実、抒情詩人ロクリスのクセノクリトスは、生まれつき盲目だったとされている。エレトリアのアカイオスは、ムーサイの象徴である蜜蜂に刺されて盲目となった。ステシコロスは、スパルタのヘレネーを貶したために視力を失った。デモクリトスは、より良く見るために自ら失明した。
全ての詩人が盲目だったわけではないが、盲目は頻繁に詩と結び付けられる。マーチン・P・ニルソンは、スラヴの一部地域では、吟遊詩人は儀礼的に「盲目」として扱われていると指摘している――アリストテレスが既に主張していたように、視力の喪失は記憶力を高めると考えられる。加えて、ギリシアでは非常に頻繁に、盲目と予知能力を結び付けて考えた。テイレシアース、メッセネのオピオネー、アポロニアのエヴェニオス、 ピネハスといった予言者たちは皆盲目であった。より散文的には、アオイドスは古代ギリシアのような社会で盲人が就けた数少ない職業の1つだった。
イオニアの多くの都市（キオス、スミルナ、コロポーンなど）がホメーロスの出身地の座を争っている。『デロス島のアポローン讃歌』ではキオスに言及しており、シモーニデースは『イーリアス』の最も有名な詩行の1つ「人の生まれなどというのは木の葉の生まれと同じようなもの」を「キオスの男」のものであるとしており、この詩行は古典時代の諺ともなった。ルキアノス（120-180頃）は、ホメーロスを人質としてギリシアへ送られたバビロン人だとした（ὅμηροςは「人質」を意味する）。128年に、ハドリアヌス帝にこの件を問われたデルポイの神託は、ホメーロスはイタケーの生まれでテーレマコスとポリュカステーの息子であると答えた。碩学の哲学者プロクロス（412-485）は著書『ホメーロスの生涯』において、ホメーロスはなによりもまず「世界市民」であったと、この論争を結論づけた。
実際のところ、ホメーロスの生涯については分かっていない。8つの古代の伝記が伝わっており、これらは誤ってプルタルコスとヘロドトスの作とされている。これは恐らくギリシアの伝記作者の「空白恐怖」によって説明されうる。これらの伝記のうち最も古いものはヘレニズム時代に遡り、貴重だが信憑性に乏しい詳細に満ちており、そうした詳細のうちには古典時代からのものも含まれている。それらによるとホメーロスはスミルナで生まれ、キオスに暮らし、キクラデス諸島のイオス島で死んだことになる。本名はメレシゲネス――父はメレス川の神、母はニュンペーのクレテイスであった。また同時に、ホメーロスはオルペウスの子孫、従弟、もしくは単なる同時代の音楽家であったという。

### ホメーロスは歴史上の人物か？
近年になり、アングロサクソンの作家たちは『オデュッセイア』が紀元前7世紀のシチリアの女性によって書かれたとする仮説を打ち出し、『オデュッセイア』に登場するナウシカアーは、ある種の自画像だという。最初にこのアイデアを打ち出したのはイギリスの作家サミュエル・バトラーの『オデュッセイアの女性作家』（1897年）であった。詩人ロバート・グレーヴスが小説『ホメーロスの娘』でこの説を扱ったほか、2006年9月にも大学教員アンドリュー・ドルビーが評論『ホメーロス再発見』で取り上げている。
また、ホメーロスの実在を疑問視する者もある。ホメーロスという名前自体にも問題がある――ヘレニズム時代以前には他にこの名前を持つ人物は誰一人として知られておらず、ローマ時代となってもこの名前は稀で、主に解放奴隷が名乗っていた。この名前は「人質」を意味しており、さまざまな物語がホメーロスがかくかくしかじかの都市から人質として渡されたのであると、この名前の由来を説明しようとしている。しかし、この語は通常は中性複数で現れるのであり（ὅμηρα）男性形では現れないと反論されている。紀元前4世紀の歴史家キュメのエポロスは、キュメの方言ではこの語は「盲目」を意味し、盲目であったために詩人にこの名が与えられたと説明した。その目的は、ホメーロスが同郷人であると示すことだった。しかしながら、この語は他では証言されておらず、また「盲目」の語はコグノーメン（第3の名）として見られることはあっても、単独の名前としては付けられない。加えて、叙事詩については匿名が一般的であり、作者の名前が添えられるのは例外であったとも強調されている。
こうしたことから、ホメーロスの存在そのものが「作り事」だという可能性も考えられる。マーチン・リッチフィールド・ウエストは、ホメーロスという人物はアテナイの学識者たちによって紀元前6世紀に作られたとしている。バーバラ・グラジオーシは、これらはむしろ全ギリシア的な運動だったのであり、ギリシア全土の吟遊詩人たちの表現に結び付いているとしている。

## 作品

『イーリアス』冒頭の7詩行

『イーリアス』と『オデュッセイア』は紀元前6世紀以降、ホメーロスの作品とされている。これら二大英雄叙事詩の他に、『キュプリア』『アイティオピス』『小イーリアス』『イーリオスの陥落』『帰国物語』『テーレゴニアー』が伝統的にホメーロス作と見なされてきた。『イーリアス』のパロディである喜劇的叙事詩『蛙鼠合戦』や、『ホメーロス讃歌』と呼ばれる叙事的な神々への讃歌33編の作者ともされているが、明らかにホメーロスの作品ではない。
さらに、古代においては、ヘーシオドスがあらゆる形の教育的な詩の代名詞となっていたのと同様に、ホメーロスの名は事実上全ての叙事的な詩の代名詞となっていた。よって、ホメーロスの名は叙事詩環の叙事詩の題名にしばしば結び付けられた。パロスのアルキロコスはホメーロスが喜劇的作品『マルギーテース』を書いたと考えた。ヘロドトスは、「ホメーロスの詩」がアルゴスへの言及のためにシキュオンのクレイステネス によって追放されたと伝えている ――このことはテーバイ圏もまたホメーロスのものと考えられていたことを推測させる。ヘロドトス自身もまた『エピゴノイ』と『キュプリア』の作者がホメーロスであるかには疑問を呈している。『オイカリアーの陥落』をホメーロスの作とする者もある。また、多くの古典期の作者たちが、『イーリアス』にも『オデュッセイア』にも出現しない詩行をホメーロスのものであるとして引用した――シモーニデース、ピンダロスなど。
『イーリアス』と『オデュッセイア』のみをホメーロスの作とするようになったのはプラトンとアリストテレス以降であるが、それでも16世紀になってなお、デジデリウス・エラスムスは『蛙鼠合戦』がホメーロスの作であると信じていた。

## ホメーロス問題

ドミニク・アングル『ホメーロスの神格化』（1827年、ルーヴル美術館蔵）

古代・中世のギリシア人たちは、一部例外を除いて、『イーリアス』と『オデュッセイア』がホメーロスの作である事を疑わなかったが、近代になり、異論が唱えられるようになった。例えば、ホメーロスがもし『イリアス』の作者なら『オデュッセイア』はそれより少し後代の別人、あるいは複数の詩人になるものではないかという推測である。ホメーロスについての情報がわずかであるため、その存在自体を疑う者もある。今日では、両詩の原型はホメーロス（と仮に呼ぶ）1人によって、それ以前の口承文学を引用しつつ創造されたという説が有力であるが、問題は未解決である。ホメーロスとは誰なのか、1人なのか複数なのか、両叙事詩の作者なのか、文字の助けを借りて創造したのか、何時なのか、何処でなのか、こういった諸問題を称して「ホメーロス問題」と呼ぶ。
この疑問は古代にまで遡る――セネカによれば、「オデュッセイアの漕手が何人だったか、『イーリアス』は『オデュッセイア』より前に書かれたのか、これら2つの詩は同じ作者なのかといったことを知りたがるのはギリシア人の病気であった。」
今日「ホメーロス問題」と呼ばれているものは、オービニャック師の許で生まれたもののようである。彼は同時代人たちのホメーロスへの畏敬に逆行し、1670年頃に『学術的推測』を書き、そこでホメーロスの作品を批判するだけでなく、詩人の存在そのものにも疑問を投げかけた。オービニャックにとって、『イーリアス』と『オデュッセイア』は昔のラプソドスたちのテクストの集積にしか過ぎなかった。これとほぼ同時代に、リチャード・ベントレーは著書『思考の自由論に関する考察』の一節で、ホメーロスは存在はしたかもしれないが、ずっと後になって叙事詩の形にまとめられた歌やラプソディアの作者であったに過ぎないと判断した。ジャンバッティスタ・ヴィーコもまたホメーロスは決して実在せず、『イーリアス』と『オデュッセイア』は文字通りギリシアの人々全体による作品であると考えた。
フリードリヒ・アウグスト・ヴォルフは著書『ホメーロスへの序論』(1795)において、ホメーロスが文盲であったという仮説を初めて導入した。ヴォルフによれば、詩人はこの2つの作品を紀元前950年頃の、ギリシア人がまだ筆記を知らなかった時代に作ったのである。原始的な形の歌であったものは口承によって伝達され、その過程で進化・発展を遂げ、それは紀元前6世紀のペイシストラトスの校訂によって固定されるまで続いた。ここから2つの派閥が生まれた――「統一主義者」と「分析主義者」である。
カール・ラッハマンのような「分析主義者」は、ホメーロス自身によるもとの詩を後世の追加や挿入などから分離しようと試み、テクストの不整合や構成の誤りを強調した。例えば、トロイアの英雄ピュライメネースは第5歌で殺されるが、それより後の第8歌で再び登場する。さらにはアキレウスは第11歌で、帰らせたばかりの使者が来るのを待っている。これはホメーロス言語にも当てはまり、これに関してだけ言うなら、ホメーロス言語は様々な方言（主にイオニア方言とアイオリス方言）や様々な時代の言い回しの寄せ集めからなっている。こうしたアプローチは、ホメーロスのテクストを確立したアレクサンドリア人たちに既にあったものである（後述）。
「統一主義者」はこれとは逆に、非常に長い（『イーリアス』が15,337行、『オデュッセイア』が12,109行）詩であるにもかかわらず見られる構成と文体の統一性を強調し、作者ホメーロスがその時代に存在していたさまざまな素材から我々が今日知っている詩を構成したのだという説を擁護した。2つの詩の間の差異は、作者の若い時と歳を取った時とでの変化や、ホメーロス自身とその後継者との間の違いによって説明される。
今日では、批評家の大部分は、ホメーロスの詩が口頭での創作と継承の文化から筆記の文化へと移行する過渡期において、それより前の要素を再利用して構成されたと考えている。ある1人（もしくは2人）の作者が介在したことはほとんど疑いがないが、先行する詩が存在し、それらの中にはホメーロスの作品に含められたものがあることもほとんど疑いがない。木馬のエピソードを語った者たちのように、含められなかったものもあった可能性がある。『イーリアス』が先に、紀元前8世紀前半頃に創作され、『オデュッセイア』が後に、紀元前7世紀末頃に創作された可能性もある。

## ホメーロスのテクストの伝播

### 口承による伝播
ホメーロスのテクストは、長期にわたり口承によって伝えられていた。ミルマン・パリーはその高名な論文『ホメーロスにおける伝統的な形容辞』において、「俊足のアキレウス」や「白き腕の女神ヘーラー」のような（原文では）「固有名詞＋形容辞」の形の数多くの決まり文句は、アオイドスの仕事を容易にするリズム形式に従っていると示した。1つの半句を簡単に出来合いの半句で埋めることができる。ホメーロスの詩でしか見られないこの方式は、口承による詩に特有とされる。（詩#歴史も参照）
パリーとその弟子のアルバート・ロードは、セルビアのノヴィ・パザル地方の吟遊詩人が文盲であるにもかかわらず、こうした種類のリズム形式を用いて完全な韻文による長詩を暗唱できる例も示している。これらの叙事詩を記録してから数年後にロードが再び訪れた時も、吟遊詩人たちが詩にもたらした変更はごく僅かなものであった。詩法は口承文化においてテクストのよりよい伝承を確保する手段でもある。

### ペイシストラトスからアレクサンドリアまで

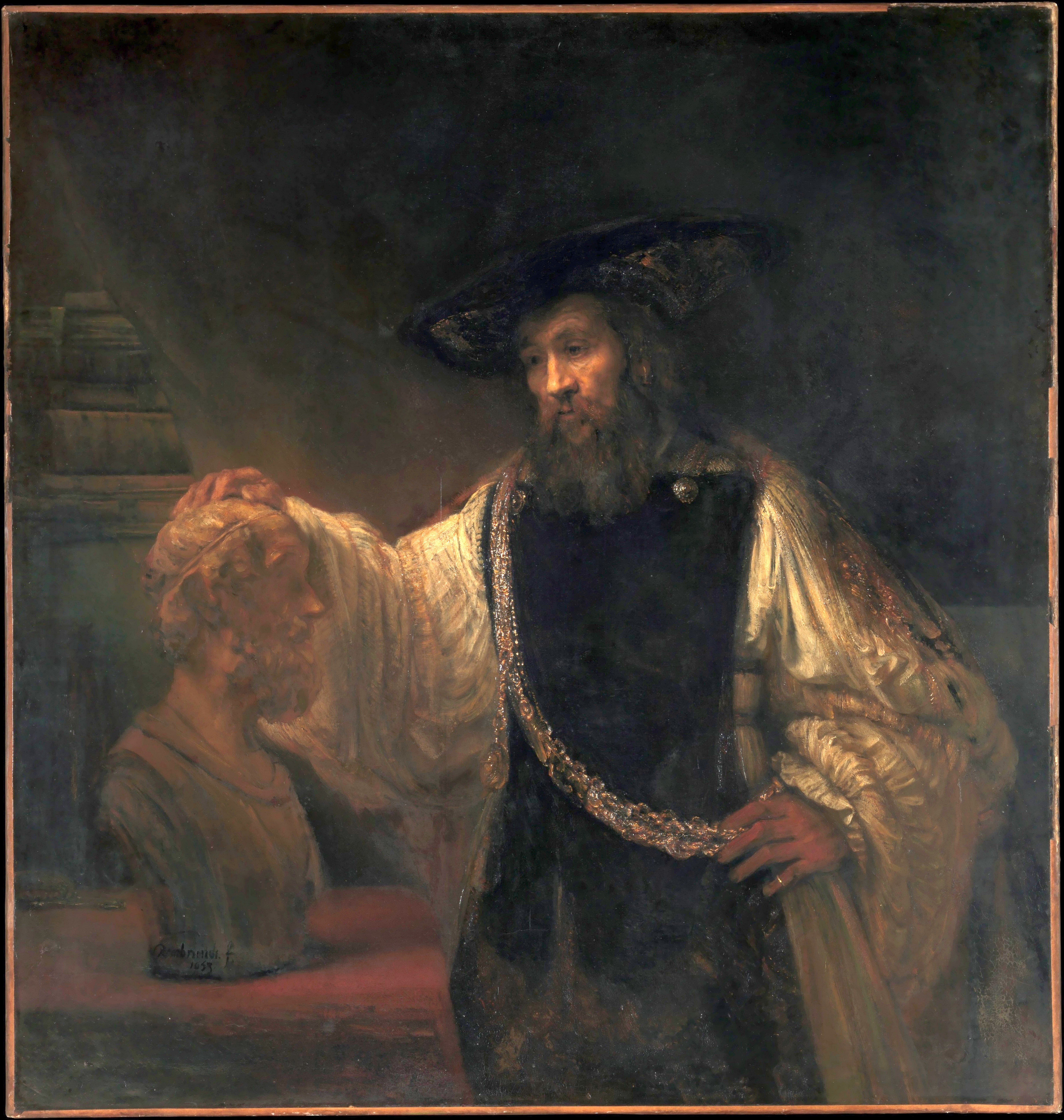
レンブラント『ホメーロスの胸像を前にしたアリストテレス』（1653年、メトロポリタン美術館蔵）

ペイシストラトスは、紀元前6世紀に最初の公的な蔵書を創設した。キケロは、アテナイの僭主（ペイシストラトス）の命令により、2つの叙事的な物語が初めて文字に書き起こされたと報告した。ペイシストラトスはアテナイを通過する歌手や吟遊詩人に対して、知る限りのホメーロスの作品をアテナイの筆記者のために朗唱することを義務付ける法を発布した。筆記者たちはそれぞれのバージョンを記録して1つにまとめ、それが今日『イーリアス』と『オデュッセイア』と呼ばれるものとなった。選挙運動の時にはペイシストラトスに反対したソロンのような学者たちも、この仕事に参加した。プラトンのものとされる対話篇『ヒッパルコス』によれば、ペイシストラトスの息子ヒッパルコスはパンアテナイア祭で毎年この写本を朗唱するように命じた。
ホメーロスのテクストは羊皮紙もしくはパピルスの巻物「ヴォルメン」（"volume"の語源）に書かれ、読まれた。これらの巻物は、まとまった形では現存していない。エジプトで発見された唯一の断片群の中には紀元前3世紀に遡るものもある。その中の1つ、「ソルボンヌ目録255」は、それまでの常識とは矛盾する以下のような事実を示した――
- 作品を24の歌に分け、イオニアのアルファベット24文字による通し番号を付けたのはヘレニズム時代のアレクサンドリアの文法家たちの仕事よりも前だった。
- 歌の分割は、（1つの巻物に1歌という）実用的な必要性とは対応していない。

最初にホメーロスのテクストの校訂版を作成したのは、アレクサンドリアの文法家たちだった。アレクサンドリア図書館の最初の司書であったゼーノドトスが作業に着手し、後継のビュザンティオンのアリストパネースがテクストの句読法を確立した。アリストパネースを引き継いだサモトラケのアリスタルコスが『イーリアス』と『オデュッセイア』の注釈を書き、またペイシストラトスの命により確立されたアッティカのテクストと、ヘレニズム時代になされた追加部分とを区別しようと試みた。

### ビュザンティオンから印刷所まで
3世紀に、ローマ人は地中海沿岸一帯に「コデックス」の使用を広めた。これは今日で言う仮綴じ本に近いものをさす。この形式による写本で最古のものは10世紀に遡り、これらはビュザンティオンの工房による仕事であった。この一例として、現存する写本で最良のものの1つであるウェネトゥス 454Aがあり、これを基に1788年にフランス人ジャン＝バプティスト＝ガスパール・ダンス・ド・ヴィヨワゾンは『イーリアス』の最良の版の1つを確立した。12世紀には、碩学テッサロニケのエウスタティウスがアレクサンドリアの注釈を集成した。サモトラケのアリスタルコスによって確立された874の訂正のうち、エウスタティウスは80しか取り上げなかった。1488年に、両作品の「初版」がフィレンツェで出版された。

## ホメーロス言語
ホメーロスの言語は叙事詩で用いられた言語であり、紀元前8世紀には既に古風なもので、テクストが固定された紀元前6世紀にはなおのことそうであった。ただし、固定が行われる前に、古風な表現の一部は置き換えられ、テクストにはアッティカ語法も入り込んだ。

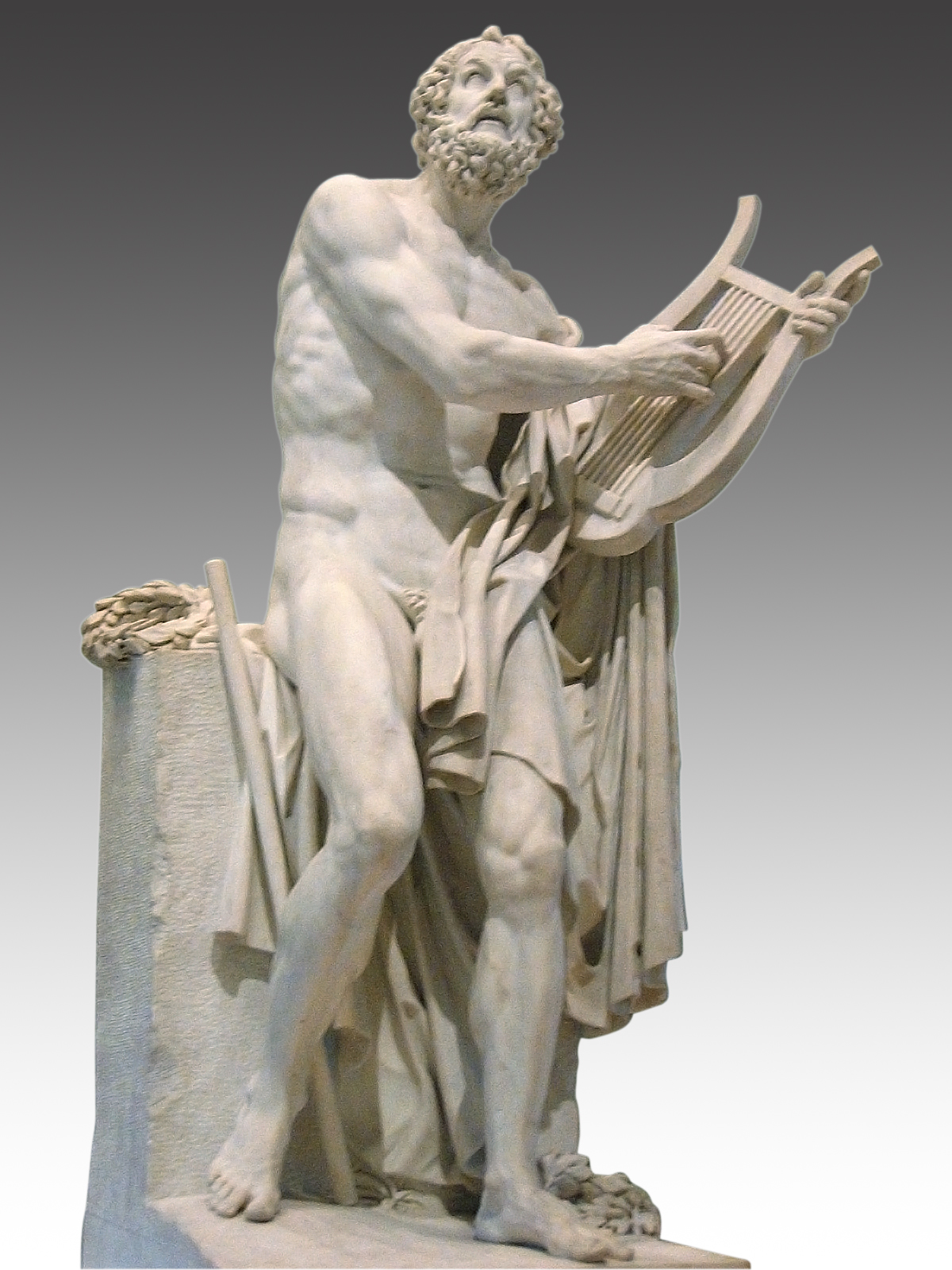
フィリップ＝ローラン・ロラン『ホメーロス』（1812年、ルーヴル美術館蔵）

長短短六歩格の韻律は、当初の形を復元できる場合があり、またある種の言い回しが行われる理由も説明できることがある。この例として、紀元前1千年紀のうちに消滅した音素であるディガンマ（Ϝ /w/）が、ホメーロスにおいては依然として韻律上の問題の解消のために表記も発音もされないながらも用いられたことがある。例えば『イーリアス』の第1歌108行は――
| 「 | ἐσθλὸν δ’ οὔτέ τί πω [Ϝ]εἶπες [Ϝ]έπος οὔτ’ ἐτέλεσσας （汝、好事を口にせず、はた又之を行はず。〔土井晩翠訳〕） | 」 |

古風な-οιοとより新しい-ουの2種の属格や、また2種の複数与格（-οισιと-οις）が競合して用いられることは、アオイドスが自分の意向で古風・新風の活用形を切り替えられたことを示している――「ホメーロス言語は、通常は決して同時に用いられることのなかった様々な時代の形式の混淆物であり、これらの組み合わせは純粋に文学的な自由さに属するものであった。」（ジャクリーヌ・ド・ロミリ）
その上、ホメーロス言語は異なった方言も組み合わせる。アッティカ語法や、テクストの固定の際の変化は取り除くことができる。イオニア方言とアイオリス方言の2つが残り、それらの特徴の一部は読者にも明白である――例えば、イオニア人はアッティカ＝イオニア人が長音のアルファ（ᾱ）を用いるところでエータ（η）を用い、よって古典的な「アテーナー」や「ヘーラー」の代わりに「アテーネー」や「ヘーレー」と言う。こうした2つの方言の「還元不可能な共在」（ピエール・シャントレーヌの表現）は、様々な方法で説明しうる――
- アイオリスで創作され、イオニアへと渡った。
- 2つの方言の両方が用いられていた地域で創作された。
- 異なる時代の形式の混淆と同様に、主に韻律などのためにアオイドスが自由な選択を行なった。

実際のところ、ホメーロス言語は詩人たちにとってしか存在しなかった混合言語であり、現実には話されず、そのことが叙事詩が日常の現実との間に作り出す断絶を強めている。ホメーロスの時代よりもずっと後になると、ギリシアの作家たちはまさに「文学らしくする」ためにこホメーロス的な語法を模倣するようになる。

## ホメーロスは歴史家か？
古代の作家たちは

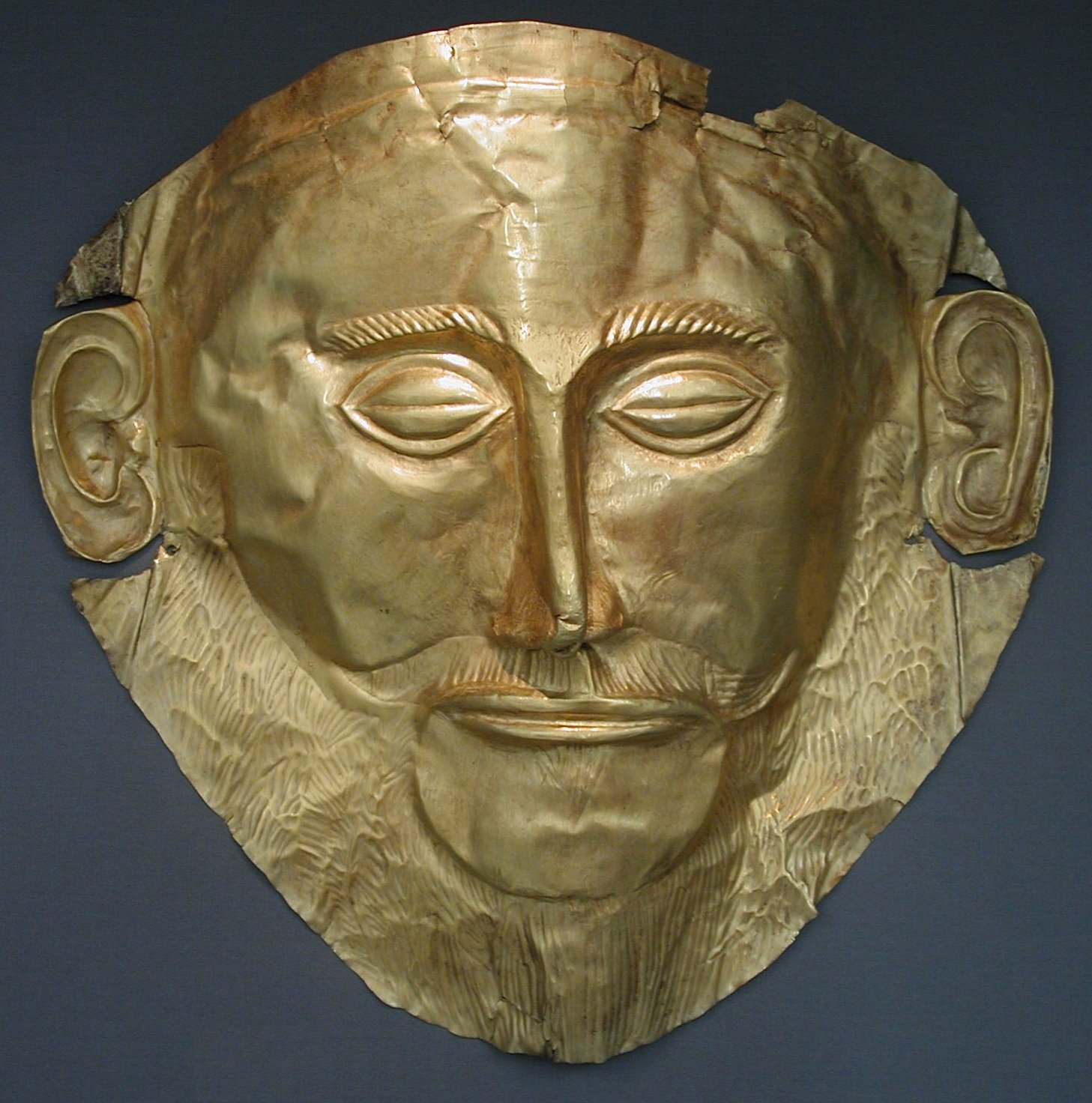
ミケーネで発掘された金製の『アガメムノンのマスク』。現在はアテネ国立考古学博物館蔵

ホメーロスが本当に存在した出来事を歌ったのであり、
トロイア戦争は本当に起きたのだと考えていた。彼らはオデュッセウスがアオイドスのデーモドコスにかけた言葉を信じていた――
| 「                                         | アカイア軍の運命とアカイア軍の行動と、 その成功と受難とをいみじく君は述べ歌ふ、 さながら之を見し如く、或は他より聞く如く。 | 」 |
| —『オデュッセイア』第8歌489-491 土井晩翠訳 | |    |

19世紀に、ハインリヒ・シュリーマンが小アジアで発掘調査を実施したのも叙事詩に描かれた場所を再発見するためであった。シュリーマンがまずトロイアと呼ばれる都市を、それからミケーネの諸都市を発見した時、これでホメーロスの物語の真実性が証明されたと考えられた。アガメムノーンの顔を象ったマスク、大アイアースの楯、ネストールの杯などが次々と発見されたと思われ、彼らもまた実在したと考えられた。アオイドスによって描かれた社会をミケーネ文明と同一視したのである。
この文明に関する諸々の発見（とりわけ線文字Bの解読）により、この説は急速に疑問視されるようになった。アカイアの社会は、戦士たちによる国体なき貴族政治というよりもメソポタミア文明に近い、行政・官僚支配によるものだった。ジャクリーヌ・ド・ロミリはこう説明している――「最近発見された諸文書と、詩に書かれた内容との間には、『ローランの歌』と、ローランの時代の公正証書との間にあるのと変わらぬぐらいの繋がりしかない。」
モーゼス・フィンリーは『オデュッセイアの世界』(1969) において、描かれている社会は、多少の時代錯誤はあるにせよ、本当に存在したのだと断言した――ミケーネ文明と、紀元前8世紀の都市国家の時代との中間に位置する紀元前10-9世紀頃の「暗黒時代」だったのである。フィンリーは「暗黒時代とホメーロスの詩」（『古代ギリシア』、1971年）でこう書いている――
| 「 | 吟遊詩人たちの懐古趣味的な意志が部分的には成功を収めたかのようである。ミケーネ社会の記憶はほぼ全て失われてしまっていたにせよ、吟遊詩人たちは、暗黒時代の（終わり頃よりも）始め頃をある程度は正確に描くために自分たちの時代より遅れたままに留まっていた――片やミケーネの残滓、片や同時代の表現という時代錯誤の断片を常に残存させて。 | 」 |

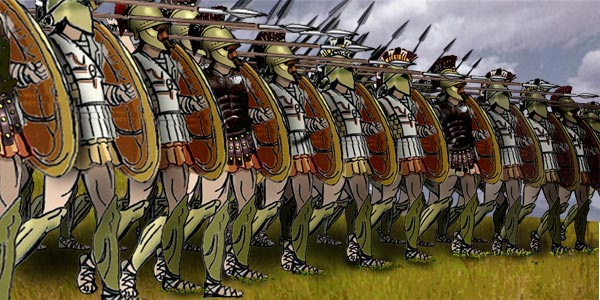
マケドニアのファランクス

フィンリーの立場もまた今日では疑問に付されており、これは紀元前8-7世紀の特徴を見せる時代錯誤による部分が大きい。まず、『イーリアス』はファランクスに似た3つの記述を含んでいる――
| 「 | かくて彼らは兜と円き楯を整えた。 楯、兜、そして人が互いにひしめきあい、 彼らが身を屈めると、馬の髪に覆われた兜が 隣の見事な飾冠にぶつかる、さほどに彼らは密集していた。 | 」 |

ファランクスの導入時期には論争があるが、大部分の論者は紀元前675年頃であったとしている。
戦車（二輪馬車）も、辻褄の合わない使われ方をしている――英雄たちは戦車に乗って出発し、飛び降りて足で立って戦っている。詩人はミケーネ人が戦車を使っていたことは知っていたが、当時の使用法は知らず（戦車対戦車で、投げ槍を用いていた）、同時代の馬の用法（戦場まで馬に乗って赴き、降りて立って戦闘していた）を当時の戦車に移し替えたのである。
物語は青銅器時代のただなかで進行しており、英雄たちの武具は実際に青銅でできていた。しかしホメーロスは英雄たちに「鉄の心臓」を与え、『オデュッセイア』では鍛冶場で焼きを入れられた鉄斧の立てる音のことを語っている。
こうした異なった時代から発している慣習の存在は、ホメーロス言語と同様に、ホメーロス世界もそれ自体としては存在しなかったことを示している。オデュッセイアの旅程の地理関係もそうであるように、これは混淆による詩的な世界を表している。

## 後世の芸術作品への影響

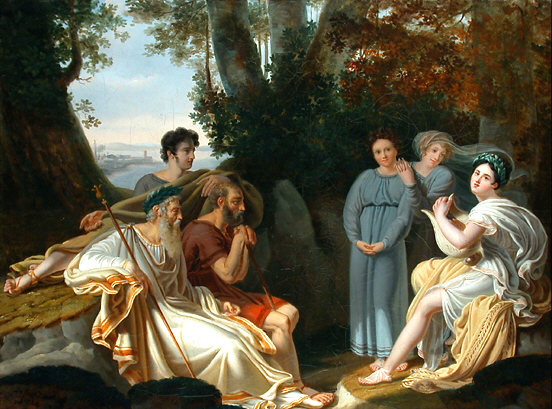
ラフォン『ホメーロスのために歌うサッポー』(1824)

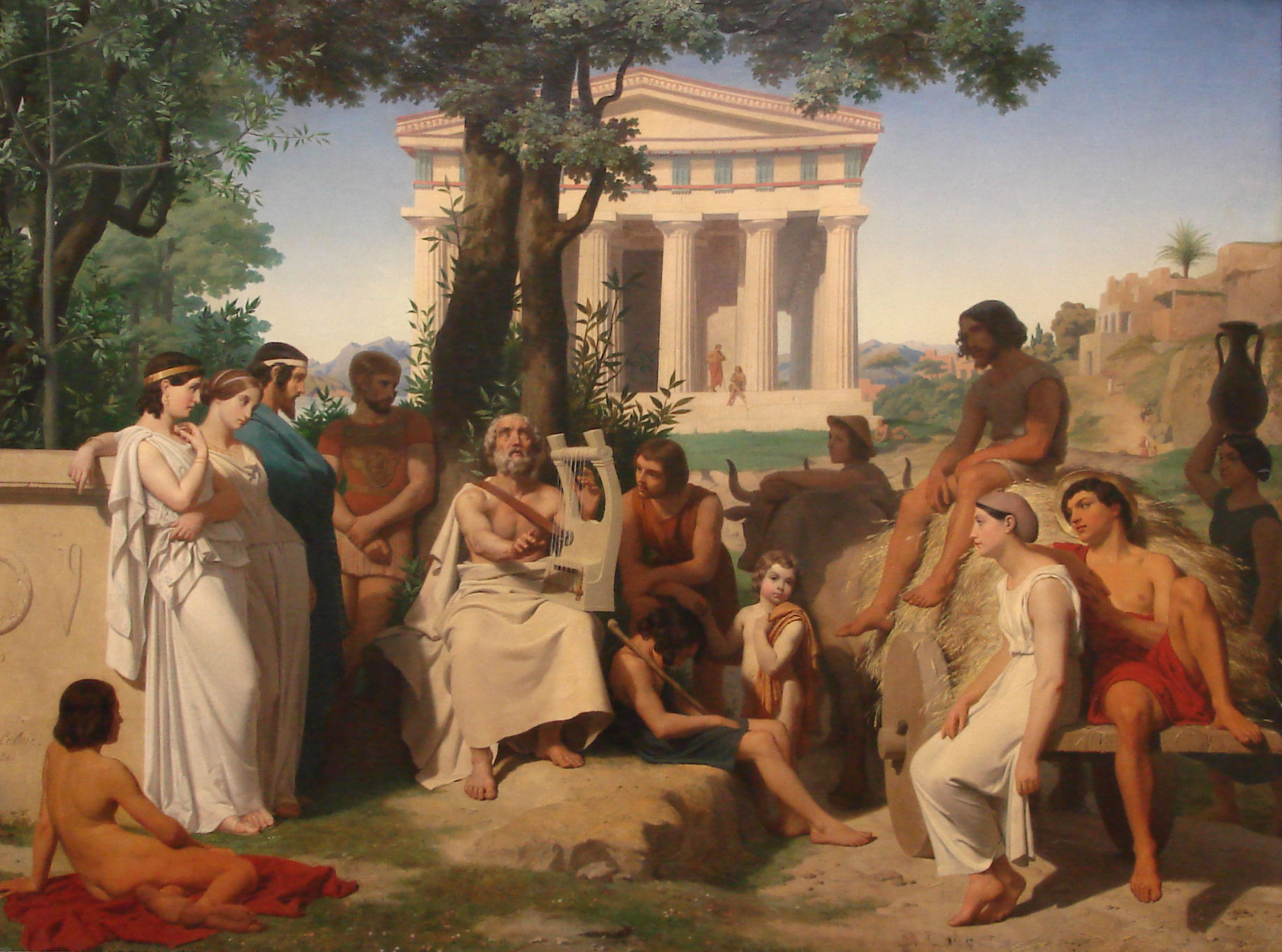
ルロワール『ホメーロス』(1841)

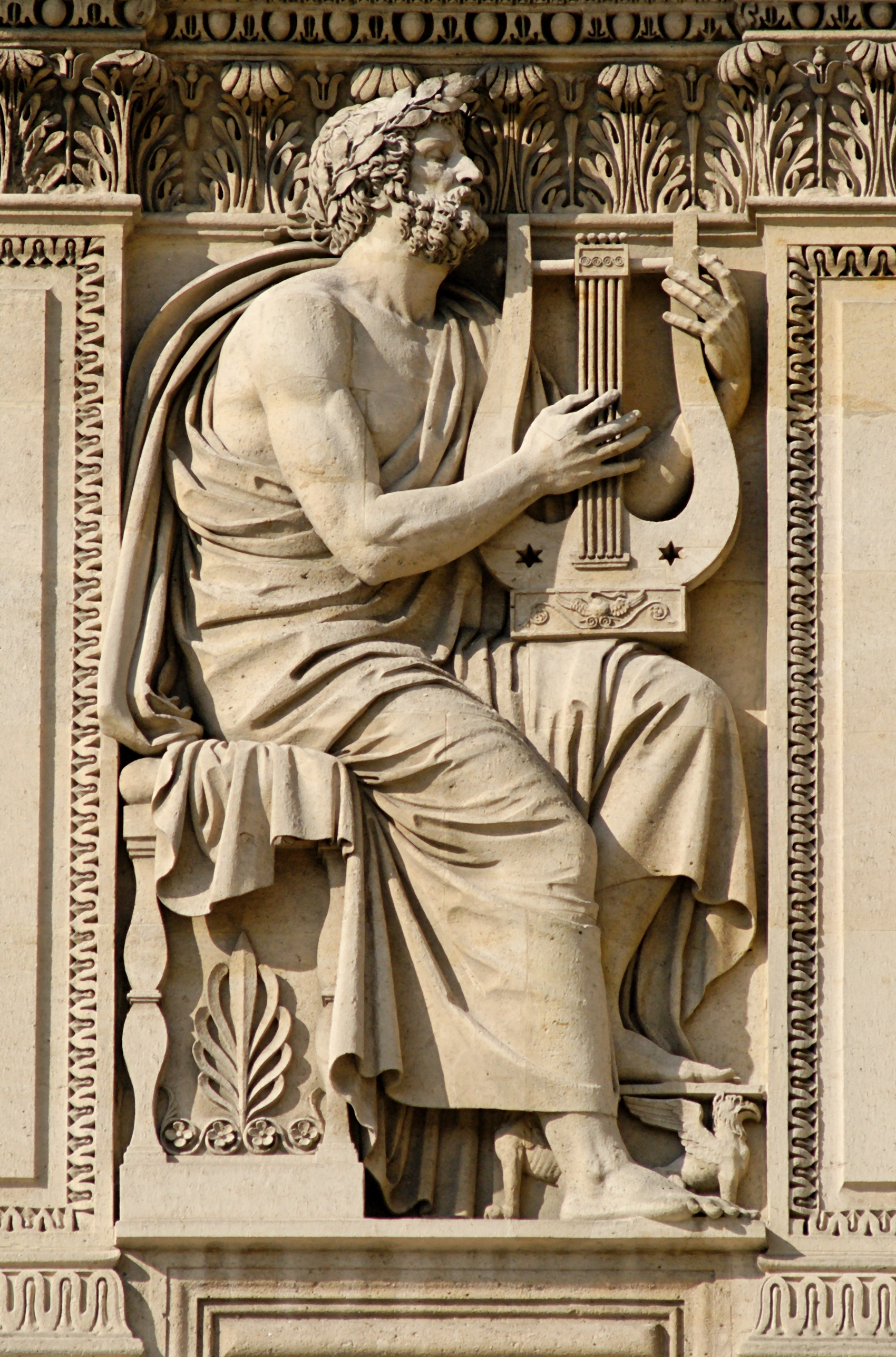
アントワーヌ＝ドニ・ショーデ『ホメーロス』(1806)

ホメーロスが実在したか、あるいは1つの人格であるのかといった問題はさておき、ホメーロスが古代ギリシアにとって、最初の最も高名な詩人であり、古代ギリシアは文化と教養の多くを彼に負っていると言っても誇張ではない。また「西洋文学の父」として、古代ギリシアの古典期、ヘレニズム時代、ローマ時代、（西欧でギリシア語の知識が部分的に失われた中世は除く。この時代、ホメーロスの文学はギリシア人が支配階層となった東ローマ帝国（ビザンツ帝国・ビザンティン帝国）に受け継がれ、東ローマの官僚・知識人の間ではホメーロスの詩を暗誦できるのが常識とされていた）、ルネサンスから現代に至るまで、ホメーロスは西洋文学において論じられている。
文学
- ヴィクトル・ユーゴーは『ウィリアム・シェイクスピア』においてホメーロスのことをこう書いた――「世界が生まれ、ホメーロスが歌う。この夜明けの鳥である。」
- オノレ・ド・バルザックはホメーロスを極めて高く位置付けてこう書いた――「その国に一人のホメーロスを与えるというのは、神の領域への侵犯ではないか？」[38]
- ホメーロスは盲目の詩人であり、身体的な障害を詩的な天分が埋め合わせたのだと当初は考えられていた。このため、後世の数多くの高名な詩人や作家たちが盲目であるためにホメーロスに結び付けて考えられた。例を挙げれば、叙事詩『失楽園』の著者ジョン・ミルトン、セルビアのguzlar[訳語疑問点]のFilip Višnjić[訳語疑問点]、ドゴン族の狩人Ogotemmêli[訳語疑問点]、さらに最近ではアルゼンチンの作家・詩人ホルヘ・ルイス・ボルヘスなどである。
- ルキアノスは多くの対話篇においてホメーロスを登場させている。
- イスマイル・カダレの『Hに関する書類（フランス語版）』は、ホメーロス問題を解決する野望を持ちラプソドスたちの口承叙事詩を記録すべくアルバニアを訪れた2人のホメーロス学者の物語である。

絵画
- レンブラント・ファン・レイン『ホメーロスの胸像を前にしたアリストテレス』(1653)
- シャルル・ニコラ・ラファエル・ラフォン『ホメーロスのために歌うサッポー』(1824)
- ドミニク・アングル『ホメーロスの神格化（フランス語版）』(1827)
- オーギュスト・ルロワール『ホメーロス』(1841)
- ウィリアム・アドルフ・ブグロー『ホメーロスと案内人』(1874)

彫刻
- アントワーヌ＝ドニ・ショーデ『ホメーロス』(1806)
- フィリップ＝ローラン・ロラン（フランス語版）『ホメーロス』(1812)